# 新城站 (平安南道)
新城站（韓語：신성역）是朝鮮民主主義人民共和國平安南道德川市的一個鐵路車站，属于新城线。

## 邻近车站
新城线
西德川站 - 新城站